# Xylonaeus lamellicauda
Xylonaeus lamellicauda är en skalbaggsart som beskrevs av Heinrich Bickhardt 1916. Xylonaeus lamellicauda ingår i släktet Xylonaeus och familjen stumpbaggar. Inga underarter finns listade i Catalogue of Life.